# Бат (Північна Кароліна)
Бат (англ. Bath) — місто (англ. town) в США, в окрузі Бофорт штату Північна Кароліна. Населення — 245 осіб (2020). Розташоване у прибережному регіоні Внутрішні мілини.

## Географія
Бат розташований за координатами 35°28′18″ пн. ш. 76°48′40″ зх. д. / 35.47167° пн. ш. 76.81111° зх. д. (35.471718, -76.811009).  За даними Бюро перепису населення США в 2010 році місто мало площу 2,38 км², з яких 0,93 км² — суходіл та 1,45 км² — водойми.

## Демографія
Згідно з переписом 2010 року, у місті мешкало 249 осіб у 125 домогосподарствах у складі 78 родин. Густота населення становила 105 осіб/км².  Було 176 помешкань (74/км²).
Расовий склад населення:
| - 97,6 % — білих - 0,8 % — чорних або афроамериканців |

До двох чи більше рас належало 1,6 %. Частка іспаномовних становила 1,2 % від усіх жителів.
За віковим діапазоном населення розподілялося таким чином: 9,2 % — особи молодші 18 років, 60,3 % — особи у віці 18—64 років, 30,5 % — особи у віці 65 років та старші. Медіана віку мешканця становила 56,8 року. На 100 осіб жіночої статі у місті припадало 87,2 чоловіків;  на 100 жінок у віці від 18 років та старших — 83,7 чоловіків також старших 18 років.
Середній дохід на одне домашнє господарство  становив 65 242 долари США (медіана — 55 000), а середній дохід на одну сім'ю — 84 819 доларів (медіана — 81 458). Медіана доходів становила 43 250 доларів для чоловіків та 31 625 доларів для жінок. За межею бідності перебувало 3,3 % осіб, у тому числі 0,0 % дітей у віці до 18 років та 6,0 % осіб у віці 65 років та старших.
Цивільне працевлаштоване населення становило 126 осіб. Основні галузі зайнятості: освіта, охорона здоров'я та соціальна допомога — 22,2 %, науковці, спеціалісти, менеджери — 16,7 %, публічна адміністрація — 11,1 %, виробництво — 11,1 %.